# Собрал-да-Адиса
Собрал-да-Адиса (порт.  Sobral da Adiça) - фрегезия (район) в муниципалитете Мора округа Бежа в Португалии. Территория – 138,3 км². Население – 1046 жителей. Плотность населения – 7,6 чел/км².